# Jipsu
Jipsu (gr. Γύψου, tur. Akova) – wieś na Cyprze, w dystrykcie Famagusta. Położona jest na terenie republiki Cypru Północnego.